# シムシム石窟

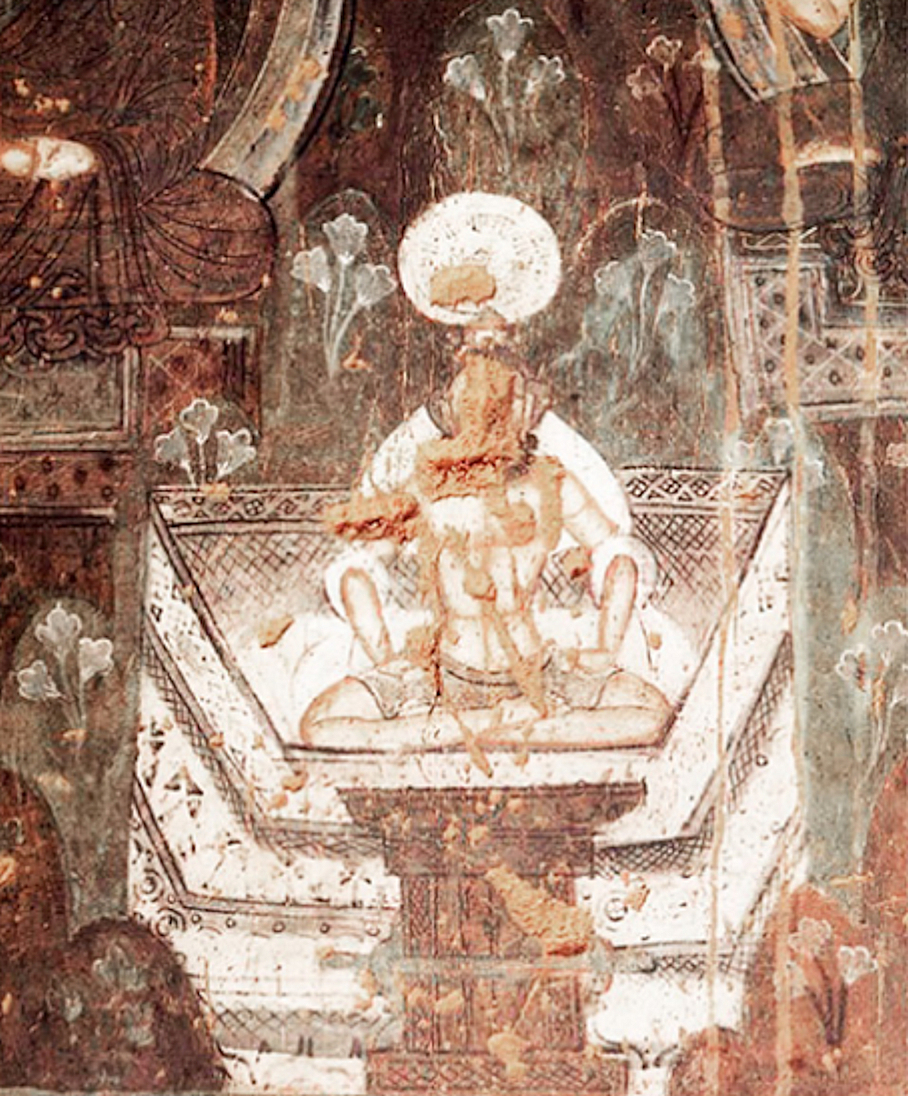
シムシム石窟・第48窟の壁画

シムシム石窟または森木塞姆石窟（中国語）は、中国新疆ウイグル自治区タリム盆地北部のクチャ地区にある仏教の石窟遺跡である。近くには、アアイ石窟、キジル石窟、キジルガハ石窟、クムトラ石窟、スバシ故城などがある。

## 参照項目
- 新疆ウイグル自治区などの遺跡